# Smolyan (tỉnh)
Tỉnh Smolyan (Област Смолян, Oblast Smolyan) là một tỉnh ở phía nam Bulgaria. Tỉnh này giáp Hy Lạp và nằm ở dãy núi Rhodope. Dân cư tỉnh này đa số là người Hồi giáo Bulgaria, do Hồi giáo chiếm 58.758 dân trên tổng số 140.066 dân, có 41.599 dân theo Chính Thống giáo Đông phương còn 39.003 người còn lại không thảo luận tôn giáo của mình .
Kinh tế tỉnh này dựa vào ngành du lịch, khai khoáng và ngành máy móc và chăn nuôi gia súc. 

## Các đô thị
Thành phố chính của tỉnh này là Smolyan, các đô thị khác là:

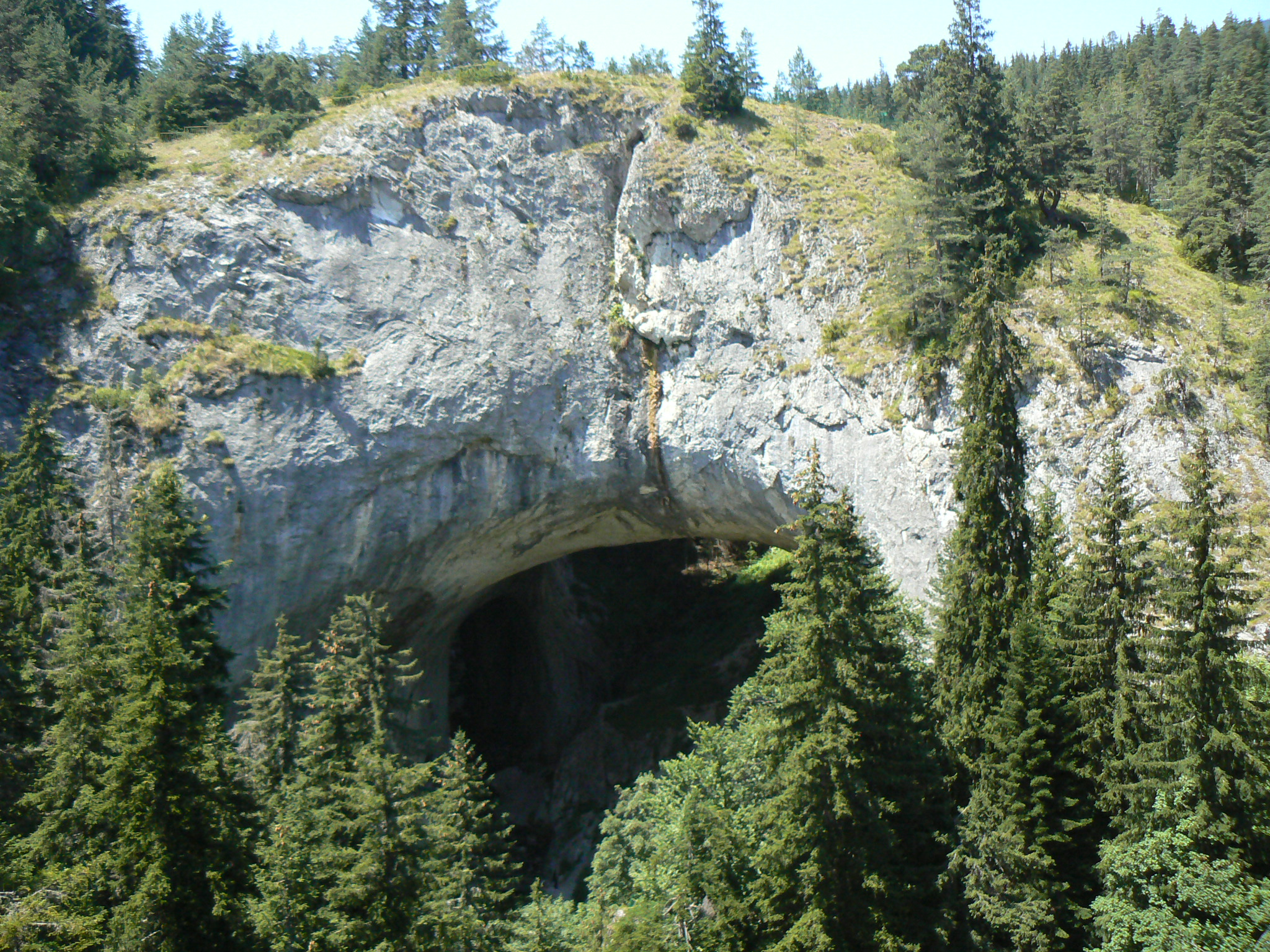

- Banite
- Borino
- Chepelare
- Devin
- Dospat
- Madan
- Nedelino
- Rudozem
- Zlatograd